# شهرستان کاسیا
شهرستان کاسیا (به انگلیسی: Cassia County) یک شهرستان‌های آیداهو در ایالات متحده آمریکا است که در آیداهو واقع شده‌است. شهرستان کاسیا ۶٬۶۸۲٫۲۱ کیلومتر مربع مساحت دارد.